# شوجر لابز
شوجر لابز (بالإنجليزية: Sugar Labs)‏ هو مشروع برمجيات يديره المجتمع ويهدف إلى إنتاج وتوزيع ودعم استخدام شوجر ، وهي بيئة سطح مكتب مفتوحة المصدر ومنصة تعليمية. وهي عضو في منظمة صيانة البرمجيات الحرة، وهي أيضا منظمة جامعة لمشاريع البرمجيات الحرة (FLOSS).

## روابط خارجية
- الصفحة الرئيسية لشوجر لابز